# DJ Zinc
DJ Zinc (* 1972 in London, England; eigentlicher Name Ben Pettit) ist ein englischer DJ und Musikproduzent im Genre Drum and Bass.

## Werdegang
Bekannt wurde er 1995 mit dem Jungle-Tune Super Sharp Shooter. Zusammen mit seinem Freund und Mentor DJ Hype war er Teil der Ganja Kru und später der True Playaz. DJ Zincs Stil orientiert sich allgemein eher am Hip-Hop als am Techno, viele seiner Produktionen sind stark Jump-Up-lastig.
DJ Zinc ist auch als Dope Skillz und seltener als Pacific, Tuned Air, Tyranny oder 66% tätig. Unter dem Pseudonym Jammin produziert er Breaks-Stücke und ist auch im 2-Step-Genre erfolgreich. Der Großteil seiner Drum-and-Bass-Stücke veröffentlicht er auf den Labels True Playaz, Global Thang und Frontline. DJ Zinc betreibt auch ein eigenes Label namens Bingo Beats. 2001 veröffentlichte DJ Zinc eine Compilation von Remixes seiner Stücke unter dem Namen Beats by Design, im August 2004 erschien sein zweites Album Faster.

## Diskografie
- 138 Trek (2000)
- Casino Royale / Dead A’s (mit DJ Hype, 2001)
- Reachout (2002)
- Fair Fight / As We Do (2002)
- Ska (2004)
- Steppin’ Stones / South Pacific (2004)
- Drive By Car / Ins (feat. Eksman, 2005)
- Wile Out (feat. Ms. Dynamite, 2010)

## Teilnahme an Festivals (Auswahl)
- Berlinova 2004, Luckau in Deutschland[3]
- Glastonbury Festival 2005, Pilton  bei Glastonbury, England, ca. 150.000 Besucher (Stand 2005)[4]
- Urban Art Forms Festival 2007, Wiesen in Österreich, über 15.000 Besucher[5]
- Snowbombing 2008, Mayrhofen in Österreich[6]